# Nationale weg 370 (Japan)
Autoweg 370 (国道370号, Kokudō sanbyakunanajū-gō) is een Japanse nationale autoweg die Kainan (prefectuur Wakayama) verbindt met de stad Nara (prefectuur Nara). De autoweg werd in gebruik genomen in 1975.

## Overzicht
- Lengte: 131,4 km
- Beginpunt: Kainan (Autoweg 370 start aan het knooppunt met Autoweg 42)
- Eindpunt: Nara (Autoweg 370 eindigt aan het knooppunt met Autoweg 25 en Autoweg 369)

## Gemeenten waar de autoweg passeert
- Prefectuur Wakayama
  - Kainan - Kimino (district Kaiso) - Katsuragi (district Ito) - Koya (district Ito) - Kudoyama (district Ito) - Hashimoto
- Prefectuur Nara
  - Gojō - Ōyodo (district Yoshino) - Yoshino (district Yoshino) - Uda - Nara

## Aansluitingen
- Autoweg 42: in Kainan
- Hanwa-autosnelweg: in Kainan
- Autoweg 424: in Kainan
- Autoweg 480: in Koya
- Autoweg 371: in Hashimoto
- Autoweg 24: in Hashimoto
- Autoweg 168 en Autoweg 310: in Gojō
- Autoweg 24: in Gojō
- Autoweg 309: in Ōyodo (district Yoshino)
- Autoweg 169: in Ōyodo (district Yoshino)
- Autoweg 169: in Yoshino (district Yoshino)
- Autoweg 166: in Uda
- Autoweg 165 en Autoweg 369: in Uda
- Meihan-autosnelweg: in Nara
- Autoweg 25: in Nara